# Anca Sigartău
Anca Sigartău (n. 29 iulie 1967, București) este o actriță română de teatru și film.

## Date biografice
Anca Sigartău s-a născut în București, în familia unor profesori: tatăl, originar din Ardeal, era profesor de istorie, iar mama, moldoveancă, era profesoară de fizică.
A urmat Școala de Muzică și Liceul "George Enescu" din București, iar la 14 ani făcea parte din corul "Voces Primavera".
În 1985 a fost admisă la Institutul de Artă Teatrală și Cinematografică, la clasa profesorului Dem Rădulescu și a profesoarei Adriana Popovici.
Anca Sigartău a primit premiul pentru cea mai bună actriță la Gala Tinerilor Actori - Costinești, în 1989, precum și premiul pentru cel mai bun rol de comedie, pentru rolul Puck în "Visul unei nopți de vară", în 1992.
Face parte din trupa Teatrului Bulandra din anul 1991, imediat după absolvirea facultății, fiind apreciată în piese cum sunt "Vreau să fiu actriță", "Visul unei nopți de vară", "Poveste de iarnă" sau "Trei surori".
În 2007-2008 a fost prezentatoarea emisiunii Excentricii la TVR Cultural.
Colaborează, de asemenea, și cu Teatrul Metropolis, jucând de-a lungul timpului în mai multe roluri, dintre care două au fost difuzate și la TV în martie 2013. 
De câțiva ani se ocupă de regizarea dublajelor în limba română pentru desenele animate realizate de Disney și interpretează vocile unor personaje în aceste desene animate.
Anca Sigartău a ocupat în 2015 postul de manager al Teatrului Municipal Bacovia în urma unui concurs controversat în care a fost acuzată că a câștigat postul "pe pile". Ulterior, în urma organizării unui festival de teatru la Bacău, a fost acuzată că a dirijat o parte din banii publici către un ONG din Bacău, în beneficiul consilierului ei privat, Dragoș Pandele. În fața presei, Dragoș Pandele a confirmat, menționând că a fost plătit cu un comision din sponsorizările pe care le-a adus în cadrul festivalului. După ce scandalul a fost preluat de presa centrală, Anca Sigartău a declarat că demisionează, pentru ca apoi să revină asupra deciziei.
În 5 aprilie 2016, Tribunalul Bacău a declarat ilegal concursul prin care Anca Sigartău a devenit manager al Teatrului Municipal Bacovia și l-a anulat , Anca Sigartău demisionând cu doar câteva zile înainte de pronunțarea sentinței.
În urma dezvăluirilor din presă cu privire la festivalul organizat de Anca Sigartău, Direcția Națională Anticorupție a deschis un dosar de urmărire penală . În decursul cercetărilor penale, Direcția Națională Anticorupție a cerut sprijinul  Curții de Conturi, iar   Curtea de Conturi, în urma verificărilor efectuate, a făcut public un raport  conform căruia, în urma festivalului organizat de Anca Sigartău, statul ar fi fost prejudiciat cu peste 700.000 de lei.
În 2020, a început urmărirea penală împotriva Ancăi Sigartău sub suspiciunea de încălcarea legislației referitoare la cheltuielile din fonduri publice.

## Filmografie
- O zi la București (1987) – Daniela
- Pădurea de fagi (1987) – Durdu
- Zîmbet de Soare (1988) – fata de împărat I
- Liliacul înflorește a doua oară(1988) – Doina
- Campioana (1991)
- Capul de rățoi (1992)
- Amen (2002) – soția celui de-al doilea ofițer SS
- Alogic 11 – mamă
- Și totul era nimic... (2006) – Joița
- Margo (2006) – Maria, sora lui Margo
- Marilena (2008) – Aurica
- Schimb valutar (2008) – funcționara poștală
- Doctori de mame,telenovela,(2008) – Maria Rusu
- Nunta mută (2008) – nuntașă
- Revelion Magic(2008)
- Aniela,telenovela,(2009) – Caliopi Antoniadi
- Sunt o babă comunistă(2013) – Sanda
- Un Crăciun altfel! (2014) – Cristina, secretara lui Alex
- O săptămâna nebună,serial,(2014) – Cristina
- Doar cu buletinul la Paris (2015) – nevasta primarului
- Adela,serial drama,(2021-2022) – Nuți (Nuțica) Achim
- Iubirea și Dragostea (viitoare, 2023) – Veronica Dănescu
- Nunți, botezuri, înmormântări (2022) – Pușa
- Fara prelungiri (2022) – Maria
- Lia - Soția soțului meu (2023-2024) – El Capitan
- Ana, Mi-ai fost scrisă în ADN (2025-prezent) – Mama Lena

## Roluri în piese de teatru
- Puck în Visul unei nopți de vară de William Shakespeare, regia Liviu Ciulei (1991)
- Wendla în Deșteptarea primăverii de Frank Wedekind, regia Liviu Ciulei (1991)
- Irina în Trei surori de Anton Cehov, regia Alexandru Darie (1995)
- Cum m-am lăsat de gândit de Hannes Stein, regia Bogdan Muntean
- Poveste de iarnă de William Shakespeare
- Exerciții de stil de Ileana Cârstea
- Vreau să fiu actriță! de Robert Mauro
- Abelina în Three O'Clock de Ana-Maria Bamberger, regia Dan Tudor
- Îmblânzirea scorpiei de William Shakespeare, regia Mihai Măniuțiu (2000)
- Richard al III-lea se interzice de Matei Vișniec